# Anna Abreu
Pour les articles homonymes, voir Abreu.
Anna Abreu, née le 7 février 1990,  à Vantaa, (de son vrai nom Anna Eira Margarida Heiskari, née Mourão de Melo e Abreu,) est une chanteuse finlandaise d'origine portugaise.

## Albums studio
- Anna Abreu (2007)
- Now (2008)
- Just a Pretty Face? (2009)
- Rush (2011)
- Greatest Hits (2012)
- V (2014)
- Sensuroimaton versio (2016)
- Teipillä tai rakkaudella (2019)

## Prix et récompenses
- Prix Emma, 2007, 2008